# Petersville
Petersville és una concentració de població designada pel cens dels Estats Units a l'estat d'Alaska. Segons el cens del 2000 tenia 27 habitants.

## Demografia
Segons el cens del 2000, Petersville tenia 27 habitants, 17 habitatges, i 7 famílies La densitat de població era de 0 habitants/km².
Dels 17 habitatges en un 5,9% hi vivien nens de menys de 18 anys, en un 29,4% hi vivien parelles casades, en un 0% dones solteres, i en un 58,8% no eren unitats familiars. En el 58,8% dels habitatges hi vivien persones soles l'11,8% de les quals corresponia a persones de 65 anys o més que vivien soles. El nombre mitjà de persones vivint en cada habitatge era d'1,59 i el nombre mitjà de persones que vivien en cada família era de 2.
Per edats la població es repartia de la següent manera: un 3,7% tenia menys de 18 anys, un 0% entre 18 i 24, un 18,5% entre 25 i 44, un 63% de 45 a 60 i un 14,8% 65 anys o més.
L'edat mediana era de 52 anys. Per cada 100 dones hi havia 200 homes. Per cada 100 dones de 18 o més anys hi havia 225 homes.
La renda mediana per habitatge era de 43.750 $ i la renda mediana per família de 0 $. Els homes tenien una renda mediana de 0 $ mentre que les dones 0 $. La renda per capita de la població era de 43.200 $. Cap de les famílies estaven per davall del llindar de pobresa.

## Poblacions més properes
El següent diagrama mostra les poblacions més properes.